# Fußballnationalmannschaft der UdSSR (U-17-Junioren)
Die U-17-Fußballnationalmannschaft der UdSSR war eine Auswahlmannschaft sowjetischer Fußballspieler. Sie unterstand der Federazija Futbola SSSR und repräsentierte sie international auf U-17-Ebene, etwa in Freundschaftsspielen gegen die Auswahlmannschaften anderer nationaler Verbände, bei U-16-Europameisterschaften und U-17-Weltmeisterschaften.
Die Mannschaft wurde 1985 Europameister und 1987 Weltmeister sowie 1984 und 1987 Vize-Europameister.

## Teilnahme an U-17-Weltmeisterschaften
(Bis 1989 U-16-Weltmeisterschaft)
| 1985 | nicht qualifiziert |
| 1987 | Weltmeister        |
| 1989 | nicht qualifiziert |
| 1991 | nicht qualifiziert |

## Teilnahme an U-16-Europameisterschaften
| 1982 | nicht qualifiziert   |
| 1984 | 2. Platz             |
| 1985 | Europameister        |
| 1986 | 3. Platz             |
| 1987 | 2. Platz             |
| 1988 | nicht qualifiziert   |
| 1989 | Vorrunde             |
| 1990 | nicht qualifiziert   |
| 1991 | Vorrunde             |
| 1992 | nicht qualifiziert 1 |